# Чиннах (село)

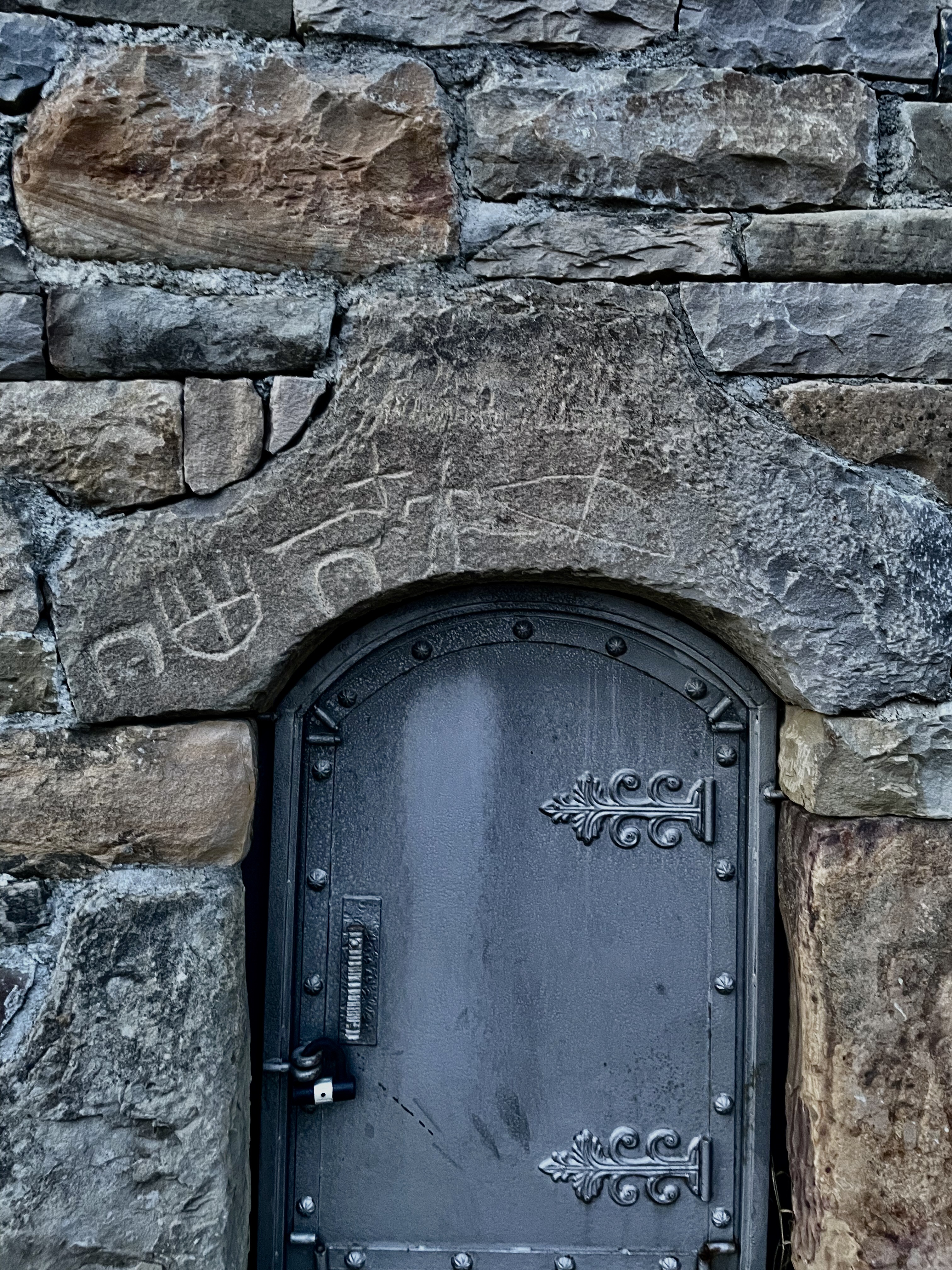
Ушкалой петрогрифы на главной башне.

Чиннах (чечен. Чӏиннах, до 2024 года ― Ушкалой, чечен. Уьш-Кхелли) — село в Итум-Калинском районе Чеченской республики России. Административный центр и единственный населённый пункт Чиннахойского сельского поселения. Родовое село тайпа Чинхой.

## Название
Распоряжением Правительства Российской Федерации от 27 мая 2024 года село Ушкалой было переименовано в Чиннах. А Законом Чеченской Республики от 18 июля 2024 года было переименовано и сельское поселение.

## География

Ушкалойское сельское поселение на карте Итум-Калинского района

Село расположено по обоим берегам реки Аргун, у впадения в неё левого притока Дзумсэрк, в 5 км к северо-востоку от районного центра Итум-Кали.
Ближайшие населённые пункты: на севере — Гучум-Кале, на юго-востоке — Бугарой, на юго-западе — Конжухой, на северо-западе — Гухой.
На северной окраине села находятся Ушкалойские башни, построенные предположительно в X—XI веках.

## История

### Памятники культуры
Между селением Чиннах и Гучум-Кале на склоне горы находится Ушкалойский могильник. Данные об этом памятнике можно встретить в отчёте М. Х. Багаева, имиже был составлен план-схема могильника, расчищены 4 каменных ящика и катакомбы. Некогда тут находилось поселение, которое ныне уничтожено карьером по добыче гипса. В поселении и в упомянутом выше могильнике Тангиев М. А. в 2013 году провёл археологические разведки.
В ходе обследования местности выявлены 13 полностью разграбленных погребений, имеющих признаки катакомбных. В 2021 году, при обследовании территории под строительство Башенной МГЭС, на территории могильника зафиксировано 12 повреждённых погребений. Общая площадь памятника составила 3,5 га. На территории могильника сочетаются две разные формы погребальных сооружений — каменных ящиков и катакомб.
Судя по материалам раскопок 1972 года, каменные ящики предназначались в основном для одиночных захоронений. Красноглиняная круговая посуда по морфологии и орнаментации аналогична той, что была обнаружена в схожих памятниках культуры Центрального и Восточного Кавказа. Катакомбные погребения такого типа часто встречаются в данном регионе.
Исследователи XVIII—XX веков оставили сведения об архитектурных сооружениях располагавшихся вблизи селения:
- боевая башня в Ушкалой, стоявшая на левом берегу реки, в 1928 году была взорвана работниками НКВД, от неё сохранилась лишь небольшая часть основания,
- остатки храма-склепа напротив аула Ушкалой,
- пещерные захоронения и остатки поселения в ауле Пхачу (южнее Ушкалоя),
- башня в скале у Пхачу
- в местечке Пхьчу к северу от селения Ушкалой были вскрыты три каменных ящика датируемых XIII—XIV вв. Был открыт обширный могильник, состоящий из катакомб (погребальных пещер) и каменных ящиков.

### Период СССР
В 1929 году в Ушкалое построена первая светская школа.
В 1944 году коренное население ЧИ АССР было выселено. После восстановления ЧИ АССР чеченцам было запрещено селиться в своих исконных районах: Галанчожском, Шатойском и Итум-Калинском.

## Население
| 1990 | 2002 | 2010 | 2012 | 2013 | 2014 | 2015 |
| ---- | ---- | ---- | ---- | ---- | ---- | ---- |
| 304  | ↘243 | ↗361 | ↗371 | ↗372 | ↗378 | ↗386 |
| 2016 | 2017 | 2018 | 2019 | 2020 | 2021 | 2023 |
| ↗406 | ↗535 | ↘532 | ↗536 | ↘535 | ↗545 | ↗548 |
| 2024 |      |      |      |      |      |      |
| ↗562 |      |      |      |      |      |      |

## Инфраструктура
- Сельская мечеть[26].
- Ушкалойская муниципальная средняя общеобразовательная школа.